# Cebrioninae
Sous-famille
Les Cebrioninae sont une sous-famille d'insectes de l'ordre des coléoptères, de la famille des Elateridae (taupins).

## Liste de genres
Selon BioLib (14 janv. 2015) :
- Cebrio Olivier, 1790
- Scaptolenus LeConte, 1853
- Selonodon Latreille, 1834